# Mont-près-Chambord

Mont-près-Chambord este o comună în departamentul Loir-et-Cher, Franța. În 1 ianuarie 2022 avea o populație de 3.360 de locuitori.